# Şehr-i Hüzün
Şehr-i Hüzün je třetí studiové album turecké rockové kapely maNga, které bylo vydáno v dubnu 2009 pod vydavatelstvími Sony Music/GRGDN. Album zaujalo 36. místo v turecké hitparádě.

## Seznam stop
| Pořadí         | Název | Délka   |
| -------------- | --- | ------- |
| 1.             | Gün Doğumu (Text: Yağmur Sarıgül · Hudba: Tuluyhan Uğurlu)                                                            | 1:55    |
| 2.             | Beni Benimle Bırak (Text: Ferman Akgül, Haluk Kuruosman, Cem Bahtiyar · Hudba: Yağmur Sarıgül, Ferman Akgül)          | 3:29    |
| 3.             | Dünyanın Sonuna Doğmuşum (Text: Ferman Akgül, Birol Namoğlu, Haluk Kuruosman, Yağmur Sarıgül · Hudba: Yağmur Sarıgül) | 4:21    |
| 4.             | Cevapsız Sorular (Text: Ferman Akgül, Haluk Kuruosman · Hudba: Yağmur Sarıgül, Ferman Akgül)                          | 4:31    |
| 5.             | Evdeki Ses (Text: Alpertunga Köksal, Ahmet İşçitürk, Kerim Yüzer · Hudba: Alper Ağa)                                  | 3:05    |
| 6.             | Her Aşk Ölümü Tadacak (Text: Haluk Kuruosman, Deniz Özbey Akyüz · Hudba: Yağmur Sarıgül, Ferman Akgül)                | 3:43    |
| 7.             | Hayat Bu İşte (Text: Tuluyhan Uğurlu, Yağmur Sarıgül, Ferman Akgül · Hudba: Tuluyhan Uğurlu)                          | 5:06    |
| 8.             | Üryan Geldim (Text: Karacaoğlan, Yağmur Sarıgül · Hudba: Yağmur Sarıgül)                                              | 4:41    |
| 9.             | Tek Yön Seçtiğin Tüm Yollar (Text: Ferman Akgül · Hudba: Yağmur Sarıgül, Ferman Akgül)                                | 4:01    |
| 10.            | Gecenin Ritmi (Text: — · Hudba: Yağmur Sarıgül, Efe Yılmaz)                                                           | 1:26    |
| 11.            | Hepsi Bir Nefes (Text: Ömer Hayyam, Ferman Akgül · Hudba: Yağmur Sarıgül, Ferman Akgül)                               | 4:32    |
| 12.            | Sessizlik Sona Erdi (Text: Ferman Akgül, Haluk Kuruosman · Hudba: Yağmur Sarıgül, Ferman Akgül)                       | 2:59    |
| 13.            | Kaçamak Faslı (Text: Ferman Akgül, Efe Yılmaz · Hudba: Yağmur Sarıgül, Efe Yılmaz, Haluk Kuruosman)                   | 1:02    |
| 14.            | Alışırım Gözlerimi Kapamaya (Text: Ferman Akgül · Hudba: Yağmur Sarıgül, Ferman Akgül)                                | 5:53    |
| 15.            | Gün Batımı (Text: — · Hudba: Yağmur Sarıgül, Ferman Akgül)                                                            | 6:53    |
| Celková délka: | Celková délka: | 1:00:00 |